# Next Generation ATP Finals
Next Generation ATP Finals là giải quần vợt thường niên dành cho các vận động viên trẻ.

## Lịch sử
Sau một quá trình đấu thầu cạnh tranh, ATP đã thông báo Liên đoàn Quần vợt Ý, kết hợp với Ủy ban Olympic Quốc gia Ý, sẽ tổ chức 1 giải đấu ATP mới dành cho những vận động viên của thế giới từ 21 tuổi trở xuống trong mùa giải ATP World. Mùa giải đầu tiên sẽ tổ chức tại Fieramilano in Milano, Ý.

## Thể thức
Chơi không quá 5 ngày, định dạng của giải đấu sẽ chia thành 2 vòng bảng, tiếp đó là vòng bán kết và vòng chung kết. Chỉ chơi một loại sân, giải đấu sẽ có 7 vận động viên dưới 21 tuổi tốt nhất mùa và 1 vé đặc cách.

## Điểm và tiền thưởng
Giải đấu sẽ không phân phối bất kỳ điểm nào cho những người tham gia, tuy nhiên tiền thưởng là 1,275,000US$ sẽ được phân phối.

## Vòng loại
Tốp 7 vận động viên ở Emirates ATP Cuộc đua đến Milan sẽ là vòng loại. Vận động viên thứ tám sẽ được nhận vé đặc cách. Vận động viên đủ tiêu chuẩn phải là từ 21 tuổi trờ xuống (sinh năm 1998 trở lên cho năm 2019).

## Kết quả

### Đơn
| Địa điểm | Năm  | Nhà vô địch                        | Á quân                             | Tỷ số trong trận chung kết         |
| -------- | ---- | ---------------------------------- | ---------------------------------- | ---------------------------------- |
| Milan    | 2017 | Chung Hyeon                        | Andrey Rublev                      | 3–4(5–7), 4–3(7–2), 4–2, 4–2       |
| Milan    | 2018 | Stefanos Tsitsipas                 | Alex de Minaur                     | 2–4, 4–1, 4–3(7–3), 4–3(7–3)       |
| Milan    | 2019 | Jannik Sinner                      | Alex de Minaur                     | 4–2, 4–1, 4–2                      |
| Milan    | 2020 | Không tổ chức vì đại dịch COVID-19 | Không tổ chức vì đại dịch COVID-19 | Không tổ chức vì đại dịch COVID-19 |